# Рафиков, Махмуд Мухамедзянович
Махмуд Мухамедзянович Рафиков (1 марта 1924, Уфа, Башкирская АССР — 4 октября 2018, Москва) — советский кинооператор документальных фильмов, заслуженный деятель искусств Российской Федерации (1992).
Участвовал в первых съёмках Юрия Гагарина после его возвращения из космоса 12 апреля 1961 года.

## Биография
М. М. Рафиков родился 1 марта 1924 года. Во время войны работал на авиационном заводе, после войны проходил курсы в МАИ. В 1951 году окончил ВГИК, после был отправлен в «Моснаучфильм» (до 2003 года — «Центрнаучфильм») для съёмок «закрытых картин» (фильмов которые имели гриф секретности). Первые его съёмки проходили на ракетном полигоне Капустин Яр во время создания секретного фильма об испытаниях ракеты Р-2. В сентябре 1954 года был отправлен на Семипалатинский полигон для съёмок испытания ядерного оружия. С его слов, он участвовал в съёмках более 40 ядерных взрывов с 1954 по 1960 год.
Был женат, сын — кинорежиссёр Марат Рафиков.

## Награды и премии
- Кинопремия «Ника» (2011) — «За выдающийся вклад в российский кинематограф» в честь 50-летия полёта Гагарина.